# توسکا (فیلم)
« توسکا» (انگلیسی: Tosca) یک فیلم به کارگردانی بنوآ ژکو است که در سال ۲۰۰۱ منتشر شد. از بازیگران آن می‌توان به آنجلا گورگیو و روجرو ریموندی اشاره کرد.